# Albert Jauze
Pour les articles homonymes, voir Jauze.
Albert Jauze est un historien français né en 1958, spécialiste de l'histoire de La Réunion, en particulier du notariat local et de l'esclavage à Bourbon.

## Biographie
Docteur en histoire moderne à l'université de La Réunion, il devient en 2013 professeur agrégé d'histoire-géographie dans l'enseignement secondaire réunionnais. Il officie alors également en tant que chargé de cours à l'université.
Il est également l'auteur de plusieurs ouvrages historiques, parmi lesquels :
- Notaires et notariat : le notariat français et les hommes dans une colonie à l'est du cap de Bonne-Espérance, Bourbon-La Réunion, Publibook, 2009.
- Bruits, aveux, morts & exécutions des esclaves de Bourbon, Les Éditions de Villèle, 2012.
- Traite, réification, révoltes, émancipations des esclaves à Bourbon, Les Éditions de Villèle, 2013.